# Slater-Marietta
Slater-Marietta és una concentració de població designada pel cens dels Estats Units a l'estat de Carolina del Sud. Segons el cens del 2000 tenia 2.228 habitants.

## Demografia
Segons el cens del 2000, Slater-Marietta tenia 2.228 habitants, 875 habitatges i 594 famílies. La densitat de població era de 200,1 habitants/km².
Dels 875 habitatges en un 30,1% hi vivien nens de menys de 18 anys, en un 50,7% hi vivien parelles casades, en un 11,2% dones solteres, i en un 32,1% no eren unitats familiars. En el 26,4% dels habitatges hi vivien persones soles l'11,5% de les quals corresponia a persones de 65 anys o més que vivien soles. El nombre mitjà de persones vivint en cada habitatge era de 2,48 i el nombre mitjà de persones que vivien en cada família era de 2,94.
Per edats la població es repartia de la següent manera: un 23,6% tenia menys de 18 anys, un 10% entre 18 i 24, un 30,6% entre 25 i 44, un 21% de 45 a 60 i un 14,9% 65 anys o més.
L'edat mediana era de 36 anys. Per cada 100 dones de 18 o més anys hi havia 92,2 homes.
La renda mediana per habitatge era de 30.898 $ i la renda mediana per família de 36.190 $. Els homes tenien una renda mediana de 26.950 $ mentre que les dones 23.603 $. La renda per capita de la població era de 17.169 $. Entorn del 12,7% de les famílies i el 17,8% de la població estaven per davall del llindar de pobresa.

## Poblacions més properes
El següent diagrama mostra les poblacions més properes.